# Argophyllum acinetochromum
Argophyllum acinetochromum är en tvåhjärtbladig växtart som beskrevs av André Guillaumin. Argophyllum acinetochromum ingår i släktet Argophyllum och familjen Argophyllaceae. Inga underarter finns listade i Catalogue of Life.